# Park intendentury typ I
Park intendentury typ I – polowy, ruchomy, pododdział służby intendentury, występujący wyłącznie w organizacji wojennej Wojska Polskiego II RP.
Parki intendentury typu I nie występowały w organizacji pokojowej wojska. Były jednostkami mobilizowanymi w okresie zagrożenia (dwa parki), w mobilizacji alarmowej (22 parki), bądź w mobilizacji powszechnej (20 parków).
Zgodnie z planem mobilizacyjnym "W", parki intendentury typu I przeznaczone były dla czynnych i rezerwowych dywizji piechoty (37) oraz jednostek pozadywizyjnych (7), występujących w składzie armii lub samodzielnych grup operacyjnych, natomiast parki intendentury typu II przewidziane były dla brygad kawalerii na stopie wojennej. Jednostkami mobilizującymi dla parków były składnice materiału intendenckiego (31 parków), pułki piechoty (10 parków) i kadry batalionów zapasowych pułków piechoty (2 parki).
Reaktywacja, latem 1939 roku, czterech składnic materiału intendenckiego mogła wpłynąć na zmianę planu mobilizacji parków intendentury na obszarze Okręgów Korpusów Nr I, IX i X. Składnica Materiału Intendenckiego Nr 25 w Modlinie mogła odciążyć SMI Nr 1 w Warszawie i przejąć zadanie formowania parków dla 8 DP i jednostek pozadywizyjnych Armii "Modlin". SMI Nr 27 w Siedlcach mogła odciążyć SMI Nr 9 w Brześciu i przejąć zadanie formowania parku dla 9 DP oraz jednego parku dla jednostek pozadywizyjnych. SMI Nr 28 w Kielcach mogła odciążyć SMI Nr 10 w Przemyślu i przejąć zadanie formowania parków dla 2 DPLeg. i 36 DP (rez.) natomiast SMI Nr 26 w Dęblinie przejąć od 36 pp zadanie formowania parku dla 28 DP.
Organizacja parku
- komendant parku (podlegał szefowi intendentury DP)
- poczet komendanta parku
- drużyna gospodarcza
- pluton rozdzielczo-eksploatacyjny
- obora
- tabor mięsny
- rzeźnia
- spółdzielnia
- tabor materiałów pędnych i smarów

Stan etatowy parku liczył 117 żołnierzy, w tym 6 oficerów, 32 podoficerów i 79 szeregowych oraz 47 koni, w tym jeden wierzchowy i 46 taborowych. Żołnierze parku uzbrojeni byli w 75 karabinów.
Park zgodnie z etatem powinien być wyposażony w 12 wozów taborowych, 10 wozów specjalnych i jedną bryczkę oraz trzy samochody ciężarowe o ładowności do 2 ton, jeden motocykl i 18 rowerów.
W okresie od marca do września 1939 zmobilizowano większość parków typu I. Brak informacji, czy zmobilizowane zostały parki dla rezerwowych 35 i 38 DP.
| Numer parku | Jednostka mobilizująca | Miejsce mob. | Tryb mobilizacji | Przydział takt. / operac.          |
| 101         | SMI Nr 1               | Warszawa     | alarm./żółta     | 8 DP                               |
| 102         | SMI Nr 13              | Białystok    | alarm./czerwona  | 18 DP                              |
| 103         | 36 pp                  | Warszawa     | czarna           | 28 DP                              |
| 131         | SMI Nr 1               | Warszawa     | I rz. mob. pow.  | 41 DP (rez.)                       |
| 161         | SMI Nr 1               | Warszawa     | I rz. mob. pow.  | Armia "Modlin"                     |
| 201         | SMI Nr 2               | Lublin       | I rz. mob. pow.  | 3 DP Leg.                          |
| 202         | KBZ 44 pp              | Włodzimierz  | alarm./czerwona  | 13 DP                              |
| 203         | SMI Nr 11              | Kowel        | alarm./czerwona  | 27 DP                              |
| 231         | SMI Nr 2               | Lublin       | II rz. mob. pow. | 39 DP (rez.)                       |
| 261         | SMI Nr 2               | Lublin       | I rz. mob. pow.  | ?                                  |
| 301         | SMI Nr 12              | Wilno        | alarm./czerwona  | 1 DP Leg.                          |
| 302         | SMI Nr 12              | Wilno        | alarm./czerwona  | 19 DP                              |
| 303         | 81 pp                  | Grodno       | alarm./żółta     | 29 DP                              |
| 331         | KZP Grodno             | Grodno       | alarm./żółta     | 33 DP (rez.)                       |
| 361         | SMI Nr 12              | Wilno        | I rzut mob. pow. | SGO "Narew"                        |
| 401         | SMI Nr 17              | Częstochowa  | alarm./niebieska | 7 DP                               |
| 402         | 28 pp                  | Łódź         | alarm./żółta     | 10 DP                              |
| 403         | 10 pp                  | Łowicz       | czarna           | 26 DP                              |
| 431         | SMI Nr 4               | Łódź         | II rz. mob. pow. | 44 DP (rez.)                       |
| 501         | 20 pp                  | Kraków       | alarm./żółta     | 6 DP                               |
| 502         | 1 pspodh               | Nowy Sącz    | I rz, mob. pow.  | 21 DPG                             |
| 503         | KBZ 11 pp              | Szczakowa    | alarm./niebieska | 23 DP                              |
| 531         | SMI Nr 5               | Kraków       | II rz. mob. pow. | 45 DP (rez.)                       |
| 561         | SMI Nr 5               | Kraków       | alarm./niebieska | Armia "Kraków"                     |
| 601         | SMI Nr 6               | Lwów         | I rz. mob. pow.  | 5 DP                               |
| 602         | SMI Nr 18              | Stanisławów  | I rz. mob. pow.  | 11 DP                              |
| 603         | 51 pp                  | Brzeżany     | alarm./czerwona  | 12 DP                              |
| 661         | SMI Nr 6               | Lwów         | I rz. mob. pow.  | Armia "Łódź"                       |
| 701         | SMI Nr 7               | Poznań       | alarm./niebieska | 14 DP                              |
| 702         | 69 pp                  | Gniezno      | alarm./żółta     | 17 DP                              |
| 703         | 29 pp                  | Kalisz       | alarm./niebieska | 25 DP                              |
| 801         | SMI Nr 8               | Toruń        | alarm./niebieska | 4 DP                               |
| 802         | SMI Nr 8               | Toruń        | alarm./niebieska | 15 DP                              |
| 803         | 66 pp                  | Chełmno      | alarm./niebieska | 16 DP                              |
| 901         | SMI Nr 9               | Brześć       | alarm./czerwona  | 9 DP                               |
| 902         | SMI Nr 22              | Baranowicze  | alarm./czerwona  | 20 DP                              |
| 903         | SMI Nr 9               | Brześć       | alarm./czerwona  | 30 DP                              |
| 961         | SMI Nr 9               | Brześć       | I rz. mob. pow.  | Armia "Poznań" lub Armia "Pomorze" |
| 962         | SMI Nr 9               | Brześć       | I rz. mob. pow.  | Armia "Pomorze" lub Armia "Poznań" |
| 11          | SMI Nr 10              | Przemyśl     | I rz. mob. pow.  | 2 DP Leg.                          |
| 12          | SMI Nr 10              | Przemyśl     | I rz. mob. pow.  | 22 DPG                             |
| 13          | SMI Nr 24              | Jarosław     | I rz. mob. pow.  | 24 DP                              |
| 31          | SMI Nr 10              | Przemyśl     | I rz. mob. pow.  | 36 DP (rez.)                       |